# Siganus trispilos
Siganus trispilos là một loài cá biển thuộc chi Cá dìa trong họ Cá dìa. Loài cá này được mô tả lần đầu tiên vào năm 1977.

## Từ nguyên
Danh pháp trispilos của loài cá này trong tiếng Latinh có nghĩa là "có ba đốm", ám chỉ các đốm đen đặc trưng ở trên thân của chúng.

## Phạm vi phân bố và môi trường sống
S. trispilos có phạm vi phân bố ở vùng biển Đông Nam Ấn Độ Dương. Loài cá này được tìm thấy ở vùng biển ngoài khơi phía tây bắc bang Tây Úc, bao gồm quần thể rạn san hô Ningaloo; mũi Tây Bắc; quần đảo Murion; đảo Rosemary thuộc quần đảo Dampier. S. trispilos ưa sống gần các rạn san hô thuộc chi Acropora ở độ sâu khoảng 15 m trở lại.

## Mô tả
Chiều dài cơ thể tối đa được ghi nhận ở S. trispilos là 25 cm. Cơ thể có màu vàng tươi pha chút màu cam. Có 3 vệt đốm màu nâu sẫm ở nửa thân trên. Trừ nửa thân dưới, các phần còn lại của cơ thề đều được phủ những đốm màu xanh ánh kim. Một đải màu nâu mờ băng chéo qua mắt; môi vàng; mống mắt vàng sẫm. Vào ban đêm, hoặc khi gặp nguy hiểm, cơ thể S. trispilos sẽ xuất hiện lốm đốm các mảng màu nâu và trắng như một số thành viên cùng chi với nó.
Số gai ở vây lưng: 13; Số tia vây ở vây lưng: 10; Số gai ở vây hậu môn: 7; Số tia vây ở vây hậu môn: 9; Số gai ở vây bụng: 1; Số tia vây ở vây bụng: 5.